# Anonimo Gaddiano
L'Anonimo Gaddiano ou Magliabechiano (Anonyme Gaddiano en français) est un manuscrit conservé à la Bibliothèque nationale centrale de Florence (Cod. Magliab. XVII, 17), d'une œuvre rédigée en italien par un écrivain inconnu, et qui contient notamment de précieuses biographies, datables de 1540 environ, sur les artistes modernes italiens.

## Historique
Le manuscrit rédigé par un écrivain anonyme (« anonimo ») appartenait à la famille Gaddi (d'où son nom « Anonimo  Gaddiano »), avant d'être ensuite conservé dans la collection d'Antonio Magliabechi qui constitue le noyau de la Bibliothèque nationale centrale de Florence.

## Description
La première partie, consacrée aux artistes de la Grèce antique, reprend essentiellement l'histoire de l'art que constituent les livres XXXIII à XXXVII de l'Histoire naturelle de Pline l'Ancien.
La seconde partie, la plus importante, est consacrée aux artistes modernes du XIIIe à la première moitié du  XVIe siècle, principalement florentins, et constitue une source particulièrement importante pour l'histoire de l'art car il s'agit du document le plus complet sur ce sujet avant l'édition des Vite (1550) de Giorgio Vasari (qui lui-même a dû y trouver de nombreuses informations).
Cette seconde partie est suivi d'un épilogue de l'auteur sur l'"Apologie" de Cristoforo Landino (qui introduit son commentaire de la Divine Comédie de Dante) suivi d'une citation du Libro di Antonio Billi.
Le manuscrit se termine enfin par cinq addenda de l'auteur, dont : 
- (I) un mémoire sur les plus fameux monuments d'art à Rome, écrit dans les années 1544-46[5].
- (II) un chapitre sur quelques peintures de la Chartreuse de Florence[6]
- (V) un autre mémoire sur les curiosités religieuses et artistique des villes de Pérouse, d'Assise et de Rome écrit par un autre [sic] anonyme florentin en 1544 [7]

## Auteur
L'identité du rédacteur du manuscrit n'est pas connue ; celui-ci fait preuve d'une bonne culture générale et d'une importante connaissance sur les sujets traités. Certains historiens de l'art ont fait l'hypothèse qu'il puisse s'agir de Bernardo Vecchietti, un influent homme politique de la cour de Cosme Ier de Toscane.

## Artistes cités dans la seconde partie
(par ordre d'apparition dans le manuscrit)
- Cimabue
- Gaddo Gaddi
- Andrea Tafi
- Giotto
- Stefano Fiorentino
- Taddeo Gaddi
- Maso Fiorentino (Maso di Banco)
- Bernardo Daddi
- Pietro Cavallini
- Jacopo del Casentino
- Buonamico Buffalmacco
- Giottino
- Andrea detto l'Orcagna
- Agnolo Gaddi
- Antonio Veneziano
- Giovanni da Santo Stefano (Giovanni da Santo Stefano da Ponte)
- Gherardo Starnina
- Filippo Brunelleschi
- Lorenzo Ghiberti
- Donatello
- Luca della Robbia
- Antonio del Pollaiuolo
- Masaccio
- Masolino
- Lippo (peut-être Lippo Memmi)
- Ambrogio Lorenzetti
- Simone Martini
- Barna da Siena
- Taddeo di Bartolo
- Giovanni d'Asciano (Giovanni di Guido da Asciano)
- Lorenzo detto il Vecchietta
- Sano pittore (Sano di Pietro)
- Francesco di Giorgio Martini
- Matteo pittore (Matteo di Giovanni)
- Benvenuto pittore (Benvenuto di Giovanni)
- Neroccio pittore (Neroccio di Bartolomeo de' Landi)
- Duccio di Buoninsegna
- Giovanni Pisano
- Andrea Pisano
- Gusmin di Germania (non identifié)
- Michelozzo
- Desiderio da Settignano
- Andrea del Verrocchio
- Giovanni Tossichanj [sic] (Giovanni Toscani)
- Lorenzo di Bicci
- Bicci di Lorenzo
- Neri di Bicci
- Nanni di Antonio di Banco
- Antonio et Bernardo Rossellino
- Giovanni dal Ponte
- Fra Giovanni da Fiesole (Beato Angelico)
- Don Lorenzo Monaco
- Dello Delli
- Spinello Aretino
- Filippo Lippi
- Andrea del Castagno
- Paolo Uccello
- Giuliano d'Arrigo, dit il Pesello
- Francesco di Stefano, dit il Pesellino
- Alesso Baldouinettj [sic] (Alesso Baldovinetti)
- Domenico Venetiano (Domenico Veneziano)
- Berto Linaiuolo (non identifié)
- Guido del Guidolino pittore Fiorentino (non identifié)
- Jacopo del Corso pittore Fiorentino (non identifié)
- Domenico di Monbertino pittore (non identifié)
- Zanobi Strozzi
- Zanobi Machiavelli
- Baccio da Montelupo
- El Marotino pittore Fiorentino (non identifié)
- Giovanni da Rovezzano pittore
- Benozzo Gozzoli
- Piero del Pollaiuolo
- Sandro Botticelli
- Domenico Ghirlandaio
- Fra Bartolomeo
- Raffaellino del Garbo
- Andrea del Sarto
- Leonardo da Vinci
- Michelangelo Buonarroti
- Cosimo Rosselli
- Pietro Perugino
- Luca da Cortona (Luca Signorelli)
- Filippino Lippi
- Francia Bigio